# Музей изобразительных искусств (Лейпциг)
Музей изобразительных искусств (нем. Museum der bildenden Künste) — городской художественный музей Лейпцига, коллекция живописи и скульптуры которого считается одним из старейших, самых крупных и ценных городских художественных собраний в Германии.

## История

### Основание музея и его первое здание
История музея начинается с основания лейпцигского объединения любителей искусства в 1837 году, члены которого — коллекционеры и меценаты поставили себе целью создание в Лейпциге собственного художественного музея. 10 декабря 1848 года, благодаря усилиям этой организации, в здании Первой городской школы, сооружённой на фундаментах средневекового бастиона Морица, открылся Городской музей, в котором было представлено около сотни переданных и подаренных музею произведений современного искусства.
Коллекция прирастала благодаря экспонатам, подаренным музею в частности Максимилианом Шпеком фон Штернбургом, Альфредом Тиме и Адольфом Генрихом Шлеттером. В 1853 году купец и собиратель искусства Адольф Генрих Шлеттер передал свою коллекцию в дар городу с условием, что в течение пяти лет для Городского музея будет построено собственное здание. Новое здание музея на площади Августа (нем. Augustusplatz), где в настоящее время находится концертный зал «Гевандхаус», было построено в стиле итальянского Ренессанса по проекту архитектора Людвига Ланге и открылось незадолго до истечения установленного Шлеттером срока 18 декабря 1858 года. В 1880—1886 годах в связи с постоянным ростом коллекции музея здание было расширено по проекту городского архитектора Хуго Лихта.
Как и другие музейные коллекции Германии, национал-социализм не пощадил и городского собрания живописи и скульптуры в Лейпциге. В 1937 году в рамках пропагандистской акции по борьбе с дегенеративным искусством из лейпцигского музея было изъято 394 произведения живописи и графики, выполненных преимущественно в экспрессионистской манере. В ночь на 4 декабря 1943 года в результате воздушного налёта на город здание музея было разрушено. Большая часть коллекции к этому времени уже была спрятана в укрытии.

### Музей Димитрова и другие промежуточные решения

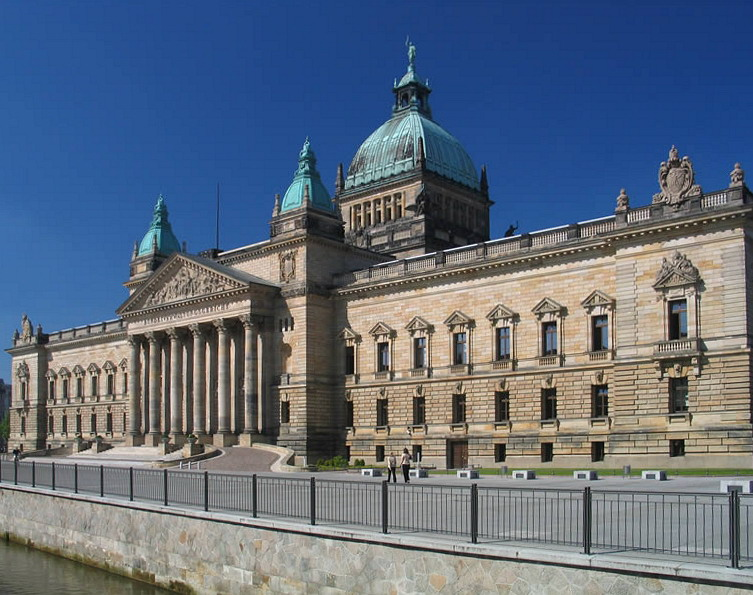
Бывшее здание Имперского суда, где в 1952—1997 годах размещался лейпцигский Музей изобразительных искусств

С разрушением здания музея на Аугустусплац для Городского музея началась продлившаяся 61 год одиссея по временным пристанищам, ограничивавшим экспозиционные возможности музея. В 1948 году музей въехал в бывшее здание Имперского банка на улице Петерсштрассе (нем. Petersstraße), в 1952 году — в бывшее здание Имперского суда, ставшее Музеем имени Димитрова.
После того, как в мае 1992 года было принято решение о переносе Федерального административного суда в Лейпциг, в августе 1997 года музей был вынужден вновь переехать в другое место — в бывший торгово-выставочный комплекс нем. Handelshof («Торговый двор»).

### Новое здание
В середине 1990-х годов город принял решение о строительстве для Музея изобразительных искусств нового собственного здания. 4 декабря 2004 года, спустя ровно 61 год после уничтожения здания на Аугустусплац, музей открыл двери в новом здании на площади Заксенплац (нем. Sachsenplatz). Строительство нового здания в форме куба по проекту архитекторов Карла Хуфнагеля, Петера Пютца и Михаэля Рафаэлиана обошлось в 74,5 млн евро. Это первое здание художественного музея, построенное в Германии начиная с 1950 года.
Музей изобразительных искусств в Лейпциге внесён в изданную в 2001 году «Синюю книгу», куда входят самые значительные учреждения культуры на территории новых федеральных земель.

## Коллекция
Сейчас коллекция музея, хранящая 3500 живописных, 1000 скульптурных и 60000 графических произведений искусства, полноценно разместилась на площади в 7000 м². Собрание музея охватывает произведения, созданные начиная с позднего Средневековья и вплоть до современности. В коллекции представлены произведения старых немецких и голландских мастеров XV и XVI веков, итальянское искусство XV—XVIII веков, искусство Нидерландов XVII века, французское искусство XIX века, а также искусство Германии периода XVIII—XX веков.
Значительную часть собрания составляют произведения голландских и немецких старых мастеров: Франса Халса, Лукаса Кранаха Старшего, романтиков (Каспар Давид Фридрих) и представителей дюссельдорфской художественной школы (Андреас Ахенбах). В центре скульптурной коллекции находится портрет Людвига ван Бетховена работы Макса Клингера, великого сына Лейпцига. Творчеству Клингера и Макса Бекманна в музее отведён отдельный этаж.
Современное искусство представлено в музее комплексной экспозицией представителей лейпцигской школы: Бернхарда Хайзига, Вернера Тюбке и Вольфганга Маттойера — и крупными фондами пользующихся мировой славой немецких художников Нео Рауха и Даниэля Рихтера.

## Галерея

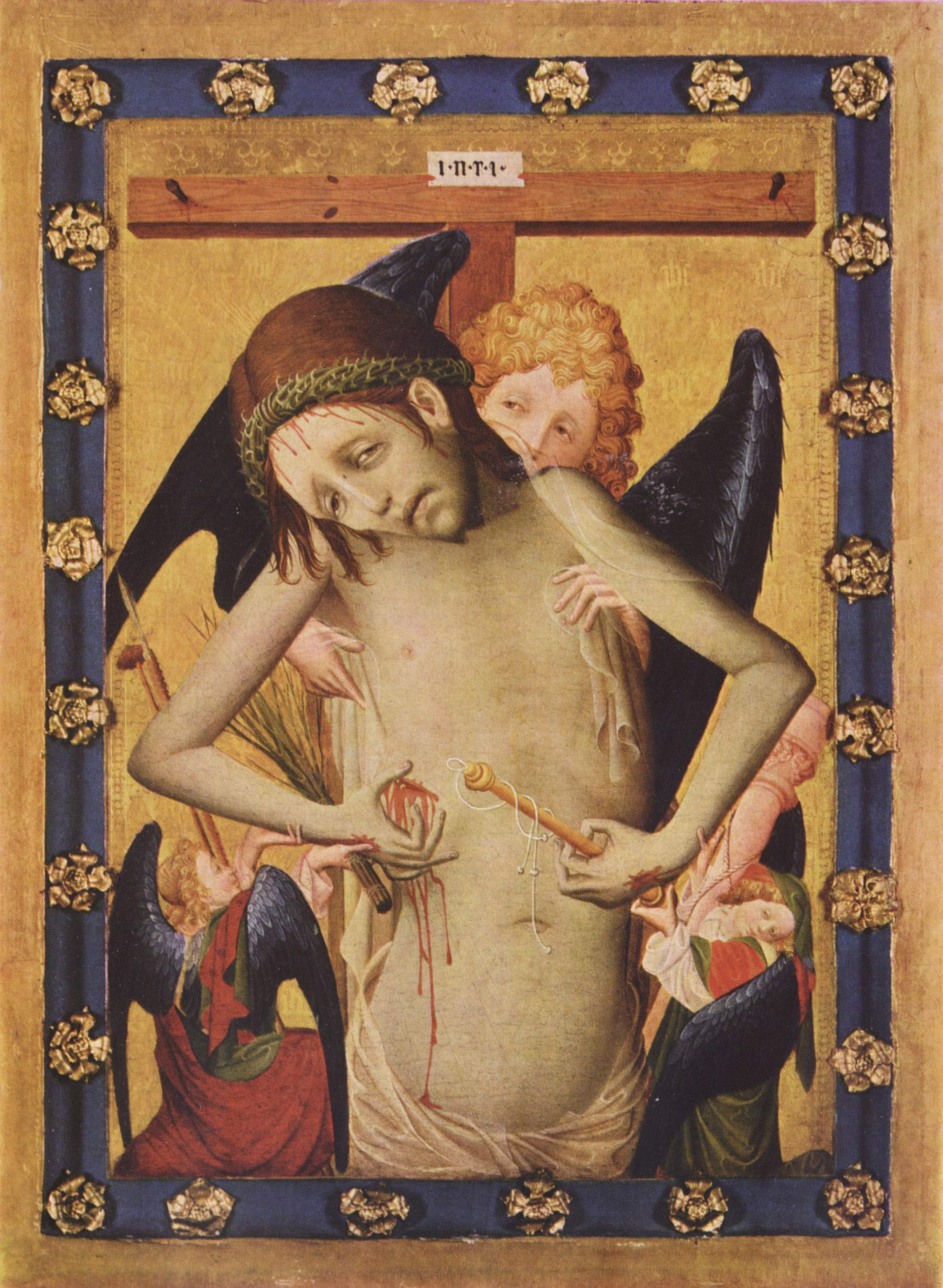
Мастер Франке. Муж скорбей. Ок. 1430
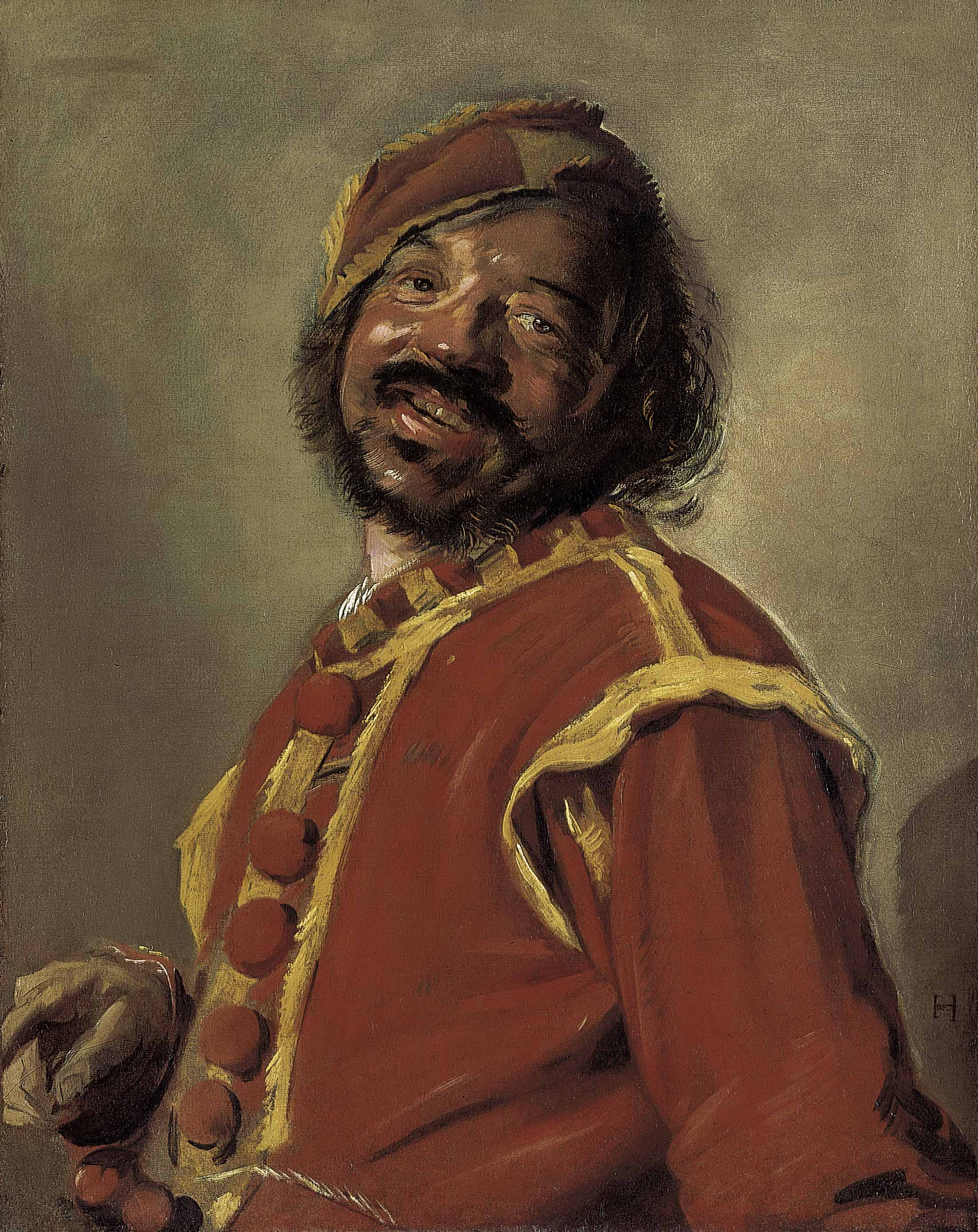
Франс Халс. Мулат. 1627
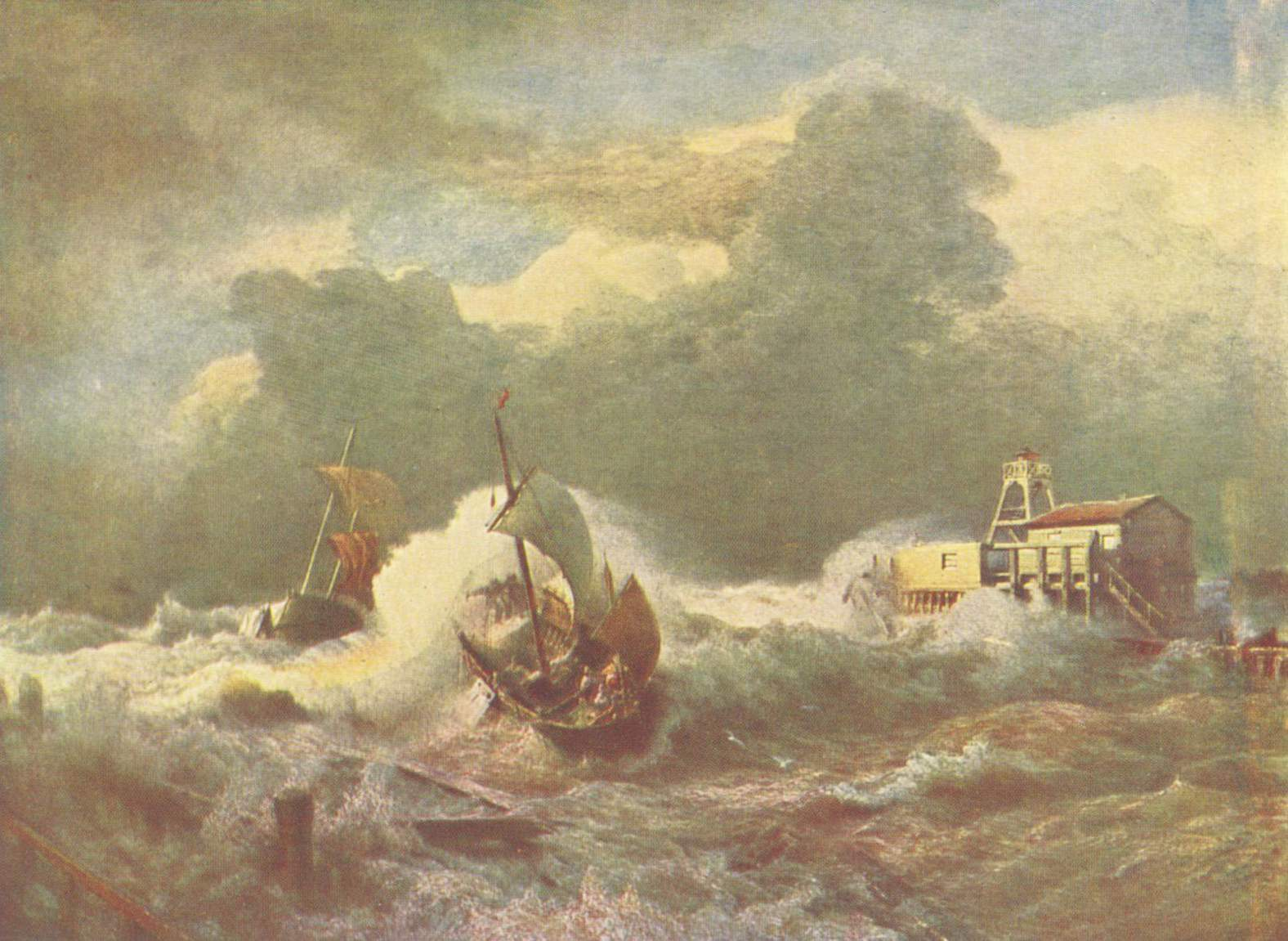
Андреас Ахенбах. Маяк близ Остенде. 1887
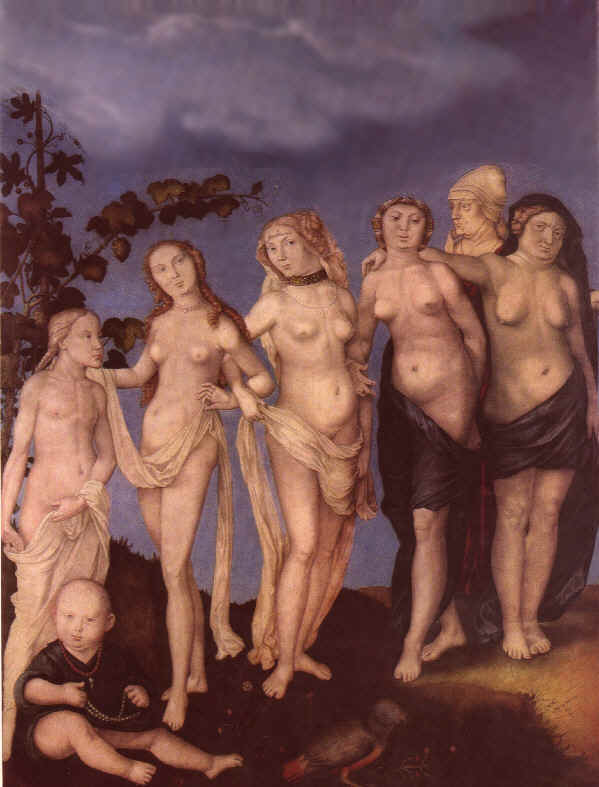
Ганс Бальдунг. Семь возрастов женщины. 1544.
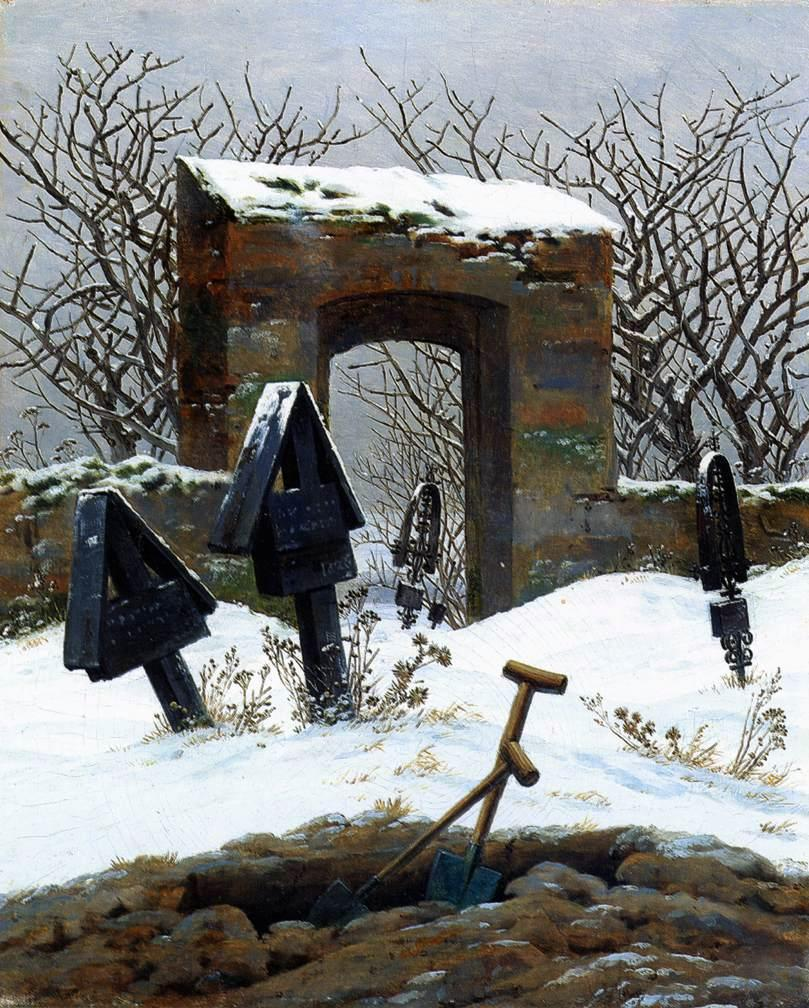
Каспар Давид Фридрих. Кладбище в снегу. 1826
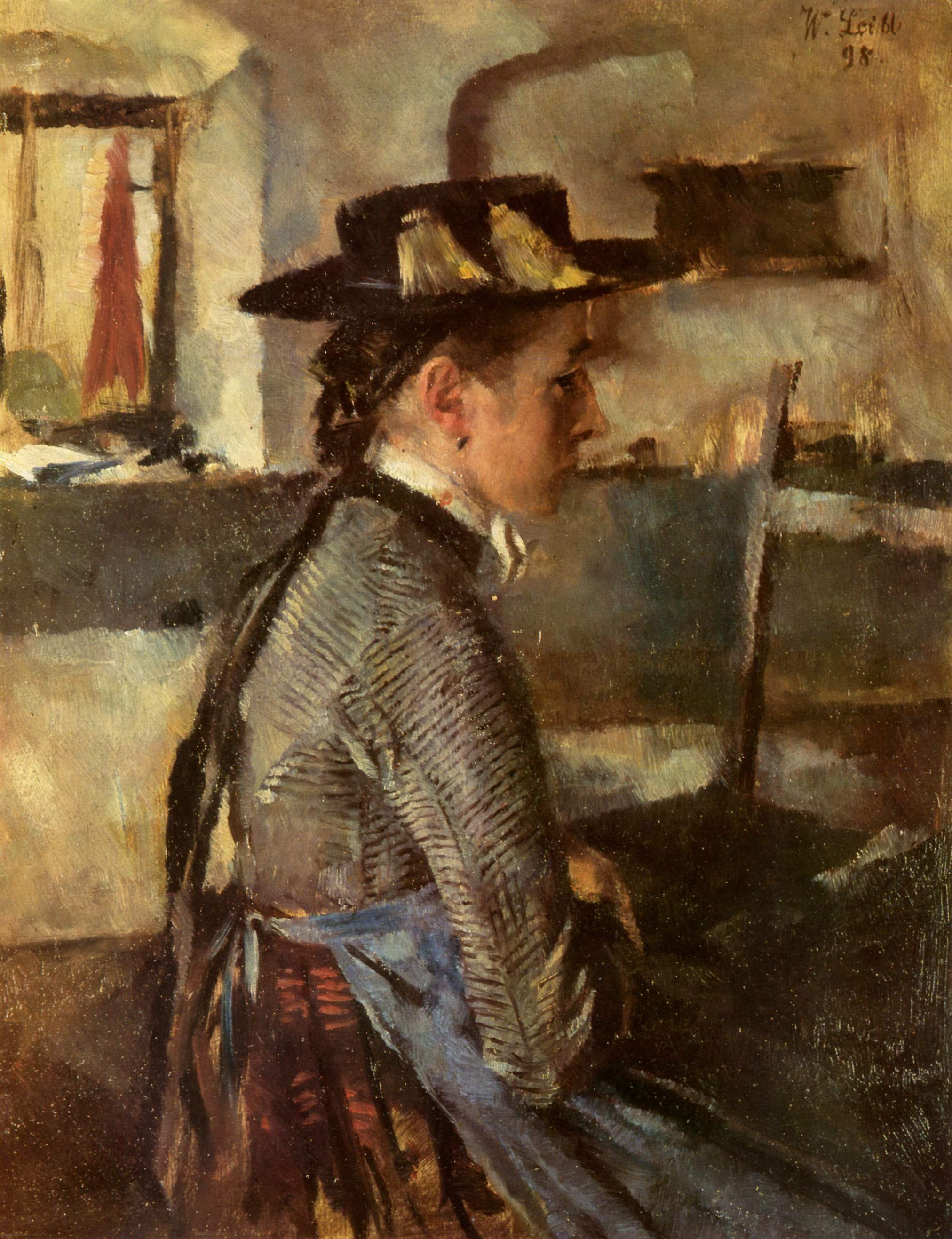
Вильгельм Лейбль. В ожидании. 1898.
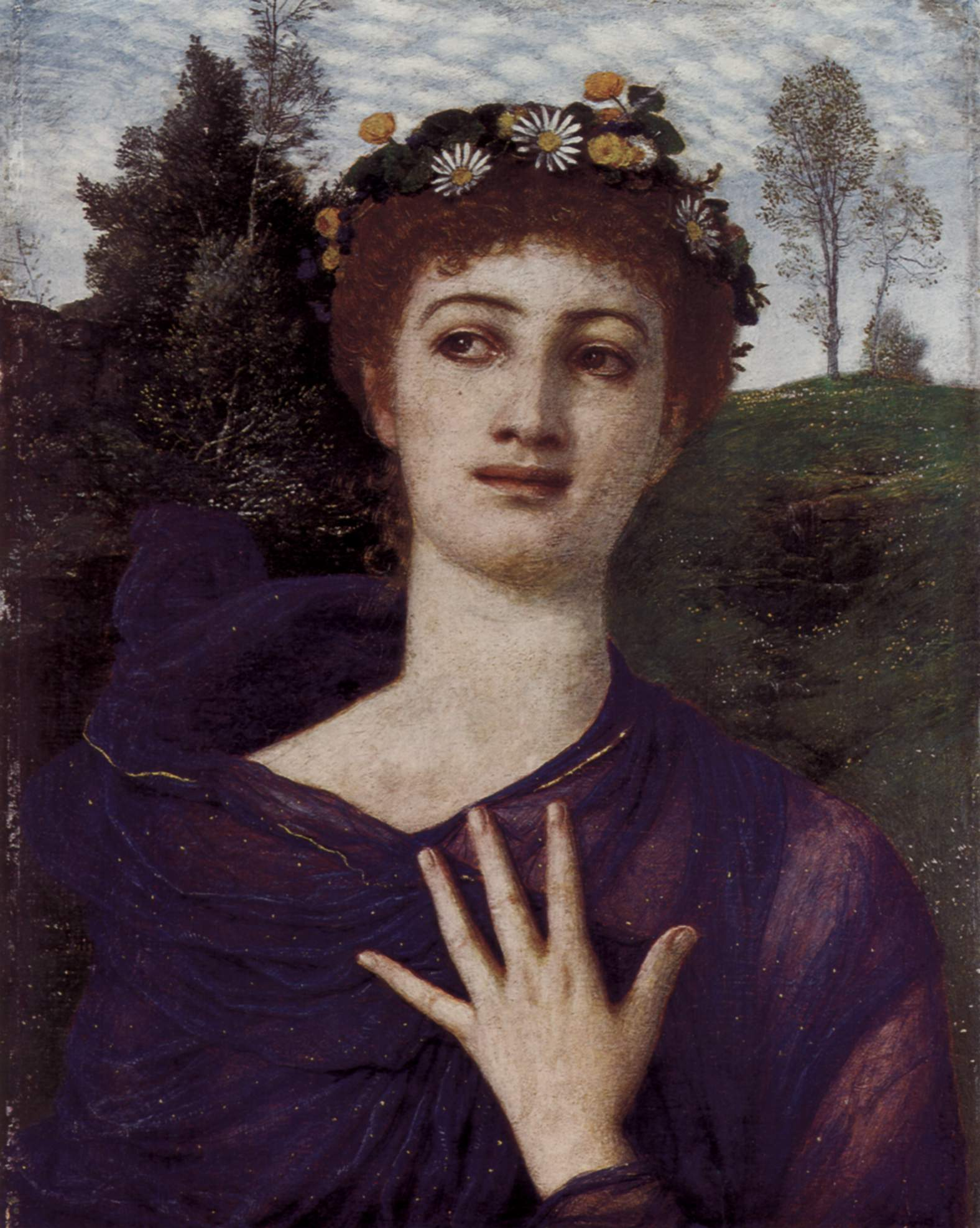
Арнольд Бёклин. Весна. 1875
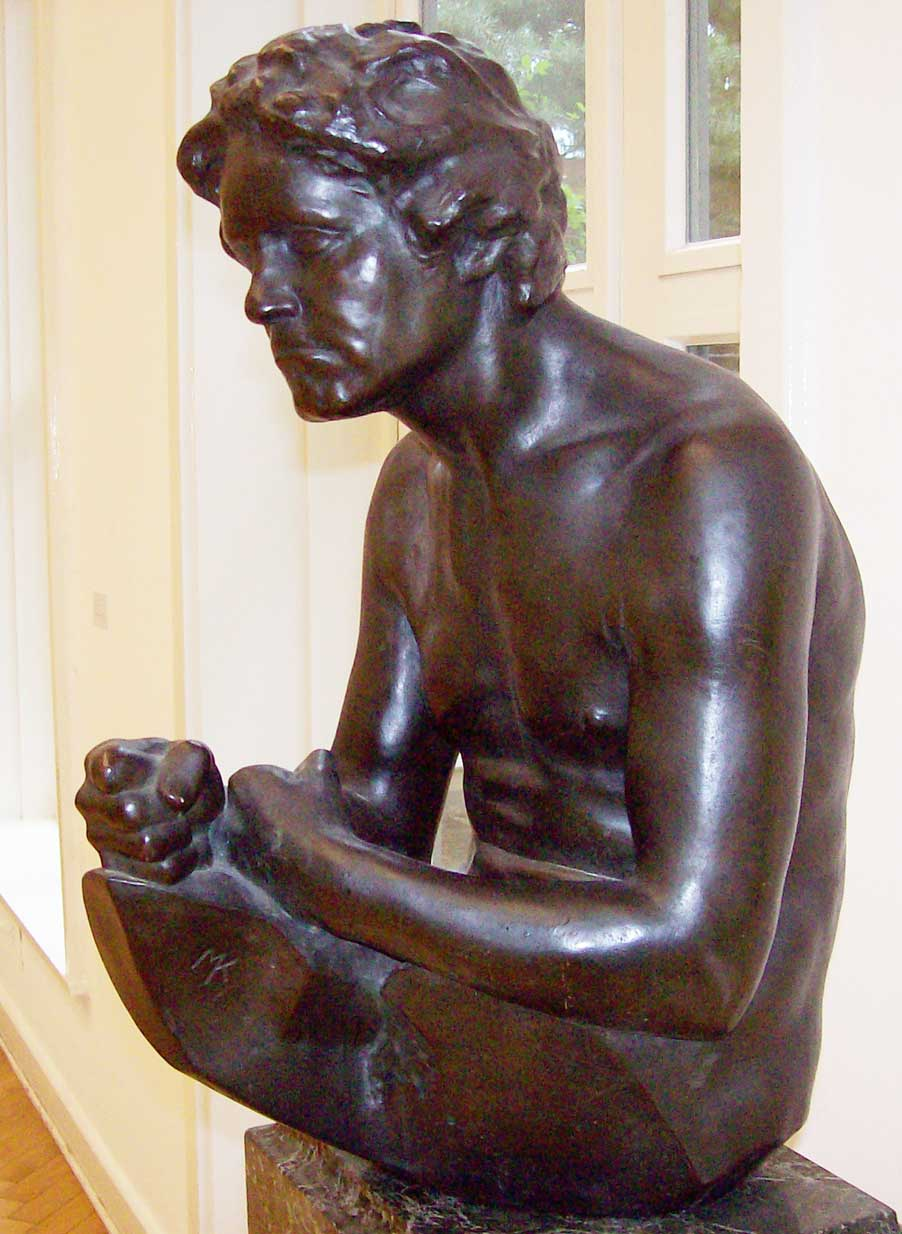
Макс Клингер. Портрет Бетховена. 1902